# Anna Persdotter (död 1670)
Anna Persdotter, död 27 april 1670, var en svensk kvinna som anklagades för trolldom i Bohuslän under det stora oväsendet. Hon anklagades för att ha varit en av de häxor som sänkt en skuta i havet tillsammans med en grupp andra häxor i djurgestalt. Hon angavs sedan hennes egen far arresterats för trolldom och i sin tur tvingats ange henne. 

## Biografi
Anna Persdotter var dotter till Per Larsson i Mollösund och Kirstin i Mollösund. Vid tiden för hennes åtal var hon gift och hade flera små barn. 

### Bakgrund
Börta Crämars namngav Malin på Herrön, Per Mattsson, Gertrud Corporals, Per Larsson och Per Larssons dotter Anna Persdotter för att ha varit de häxor som tillsammans tagit sig ombord på Tomas Anderssons fiskeskuta och fått den att förlisa i Västersjön.
När Gertrud Corporals, som också hade utpekats som en av häxorna på Tomas Anderssons skuta blev förhörd, uppgav hon att de först hade möts vid ett skär och sedan flugit ut till skutan: Malin i skepnad av en korp, Per Larsson som en kråka, Börta Crämars som en skata, Per Mathsson som en ärla, och Giertrud själv som en kaja (hon glömde dock vad Anna Perdotter förvandlats till); på skutan hade de återtagit mänsklig gestalt varpå Malin brutit av masterna, och Per Larsson tagit i rodret. 
Per Larsson tvingades att erkänna sin skuld genom tortyr. Han vägrade länge att ange vare sig sin dotter eller Per Matsson. Gertrud Corporal insisterade dock på att även dem hade varit närvarande på fiskeskutan. Han sade att hans dotter inte var med när de flög ut till skutan. Efter att ha utsatts för ytterligare press, medgav han till slut att hans dotter måste ha flugit ut till skutan efter de andra, om hon varit med. När Gertrud sedan påminde sig att hans dotter Anna varit en skata, erkände Per till slut att hans dotter varit med, men bad att hon skulle få nåd av rätten, eftersom hon hade flera små barn. 

### Rättegång
Därefter blev Anna Persdotter arresterad. Under förhör vägrade hon att höra på både rätten och kyrkoherden och "skickade sig helt olidigt, som hon halvgalen varit". 
Under konfrontationen sade Gertrud att det hon sade om Anna var sant, men när Per fick höra Annas högljudda protester återtog han sin angivelse av henne och sade att han egentligen inte visste vad som var sant om henne. Anna beskrivs uppföra sig mycket emotionellt, och förarga rätten med sitt högljudda och obehärskade försvar. 
Per Larsson bekräftade under nästa förhör återigen sin dotters skuld och att hon varit en kråka som stått bakom stormasten på skutan, och att han själv stått vid rodret. Gertrud bekräftade och förtydligade att Per Larsson hade hållit rodret stilla, medan de andra höll i seglen och kastade skutans bemanning överbord; Anna hade inte kommit dit förrän Malin hämtat henne, eftersom de inte klarat det ensamma. 
Per medgav sin skuld men sade sig inte sett vad de andra gjort eftersom han varit upptagen av rodret, och bad rätten benåda dottern eftersom hon inte gjort något ont. Han återtog, när man nämnde de som omkommit på skutan, sin egen bekännelse att han försvurit sig till Satan och gjort ont.
Anna Persdotter utsattes därefter för tortyr och bekräftade sedan sin och sin fars skuld, sade att hon lärt trolldom av Gertrud och flugit till skutan som en tärna och att alla namngivna varit där men även Karin, Thomas Anderssons hustru, något Gertrud också sedan bekräftade när hon tillfrågades. Hon uppgav att hon hade fått en mus som tjänsteande och att Gertrud döpt hennes sista barn i satans namn, men att hon själv inte gjort något mer ont än episoden med skutan, och bad slutligen att få återvända till kyrkan och "som Maria Magdalena falla Christum till fots, begråtande sina synder". Gertrud förnekade att hon döpt ett barn i satans namn, att Anna tillkallats till skutan för att hennes mor varit kunnig i trolldom, men att hon inte sett Anna på något häxmöte. 

### Dom och avrättning
I oktober 1669 dömde trolldomskommissionen Giertrud Corporals, Börta Crämars, Per Larsson och Anna Persdotter till att halshuggas och brännas för trolldom.
I april 1670 öppnade den andra trolldomskommissionen i Bohuslän sin verksamhet i Kungälv. Dit fördes då Per Larsson, hans dotter Anna Persdotter, Gertrud Corporals, Ragnela Jöns Svenses, Marit Byskrifvers och Malin i Viken (Börta Sunnerborg, Börta Crämars och Karin Skiöttis hade då avlidit). 
Samtliga tog tillbaka sina bekännelser innan de avrättades.  
I april 1670 uppmanades Giertrud Corporals, Börta Crämars, Per Larsson, Anna Persdotter, Rangela Jöns Svenssons, Marit Byskrifvers och Malin i Wiken att ångra sina synder och bekräfta sin skuld och skulden hos dem de själva vittnat mot, men alla tog tillbaka sina tidigare bekännelser
utom Gertrud Corporals.
Avrättad genom halshuggning och bålbränning den 27 april 1670.